# Nokaze (tàu khu trục Nhật)
Nokaze (tiếng Nhật: 野風) là một tàu khu trục hạng nhất của Hải quân Đế quốc Nhật Bản được chế tạo ngay sau khi kết thúc Chiến tranh Thế giới thứ nhất, là chiếc dẫn đầu của lớp phụ Nokaze bao gồm ba chiếc được cải tiến dựa trên lớp Minekaze. Chúng là những tàu khu trục hàng đầu của Hải quân Nhật trong những năm 1930, nhưng đã bị xem là lạc hậu vào lúc nổ ra Chiến tranh Thái Bình Dương, Nokaze hầu như chỉ đảm trách vai trò tuần tra và hộ tống cho đến khi bị tàu ngầm Mỹ đánh chìm ở phía Bắc Nha Trang thuộc Đông Dương vào ngày 20 tháng 2 năm 1945.

## Thiết kế và chế tạo
Việc chế tạo lớp tàu khu trục kích thước lớn Minekaze được chấp thuận như một phần trong Chương trình Hạm đội 8-4 của Hải quân Đế quốc Nhật Bản trong giai đoạn năm tài chính 1917 với chín chiếc, và năm tài chính 1918 với thêm sáu chiếc bổ sung. Tuy nhiên, ba chiếc cuối cùng trong năm tài chính 1918 được chế tạo với một thiết kế cải tiến có kiểu dáng bên ngoài khác biệt đến mức nhiều tác giả xếp chúng thành một lớp phụ riêng biệt.
Nokaze được chế tạo tại Xưởng hải quân Maizuru. Nó được đặt lườn vào ngày 16 tháng 4 năm 1921; được hạ thủy vào ngày 1 tháng 10 năm 1921; và được đưa ra hoạt động vào ngày 31 tháng 3 năm 1922.

## Lịch sử hoạt động
Sau khi hoàn tất, Nokaze được điều về Quân khu Hải quân Yokosuka, nơi nó cùng với các tàu khu trục chị em Namikaze, Numakaze và Kamikaze (soái hạm) được tập trung để hình thành nên Hải đội Khu trục 1 (第一駆逐艦). Trong những năm 1938-1939, hải đội này được phân công tuần tra tại khu vực bờ biển Bắc và Trung của Trung Quốc nhằm hỗ trợ cho những nỗ lực của quân Nhật trong cuộc Chiến tranh Trung-Nhật.
Vào lúc xảy ra cuộc tấn công Trân Châu Cảng, Nokaze đặt căn cứ tại Quân khu Bảo vệ Ōminato về phía Bắc Nhật Bản, đảm trách nhiệm vụ tuần tra vùng biển ngoài khơi đảo Hokkaidō và quần đảo Kurile.
Trong khi diễn ra trận Midway vào tháng 5 năm 1942, Nokaze được phân về lực lượng dự trữ dành cho Chiến dịch quần đảo Aleut, nhưng đã không rời khỏi vùng biển nội địa Nhật Bản. Sau đó nó quay lại công tác tuần tra ngoài khơi Ōminato cho đến tháng 7 năm 1943, nơi mà khu vực tuần tra được mở rộng bao gồm hầu hết đảo Honshū về phía Nam đến tận vịnh Ise. Vào tháng 7, nó tạm thời được điều về Hạm đội 5 Hải quân Đế quốc Nhật Bản hỗ trợ cho việc triệt thoái lực lượng Nhật Bản khỏi Kiska. Sau đó Nokaze tiếp tục đặt căn cứ tại Ōminato đảm trách tuần tra và hộ tống vận tải tại vùng biển phía Bắc cho đến tháng 1 năm 1945.
Vào tháng 1 năm 1945, Nokaze được điều về Hạm đội Liên Hợp, khởi hành vào ngày 26 tháng 1 từ Moji cùng với đoàn tàu vận tải HI-91 hướng đến Singapore. Tuy nhiên, Nokaze được lệnh đi đến Quân khu Bảo vệ Mako, nơi nó gia nhập lực lượng khu trục hộ tống cho các thiết giáp hạm Ise và Hyūga. Tuy nhiên, đến ngày 15 tháng 2, sự thay đổi trong kế hoạch khiến cho Nokaze được lệnh đi đến Singapore.
Ngày 20 tháng 2 năm 1945, Nokaze trúng phải ngư lôi phóng từ tàu ngầm Mỹ USS Pargo ở về phía Bắc Nha Trang tại Đông Dương, trong biển Nam Trung Quốc, ở tọa độ 12°48′B 109°38′Đ / 12,8°B 109,633°Đ. Chiếc tàu khu trục bị nổ tung và chìm với tổn thất nhân mạng lên đến 209 người. Kamikaze vớt được 21 người sống sót, trong đó có Thuyền trưởng, Thiếu tá Hải quân Tarō Ebihara. Nokaze là chiếc cuối cùng trong số 39 tàu khu trục Nhật trở thành nạn nhân của tàu ngầm Hải quân Hoa Kỳ trong cuộc chiến này.
Nokaze được rút khỏi danh sách Đăng bạ Hải quân vào ngày 10 tháng 4 năm 1945.

## Danh sách thuyền trưởng
- Trung tá Yagoro Morita (sĩ quan trang bị trưởng): 1 tháng 12 năm 1921 - 31 tháng 3 năm 1922
- Trung tá Yagoro Morita: 31 tháng 3 năm 1922 - 1 tháng 12 năm 1924
- Thiếu tá Eitaro Ichinose: 1 tháng 12 năm 1924 - 1 tháng 12 năm 1926 (thăng Trung tá)
- Thiếu tá Fukashi Yamashita: 1 tháng 12 năm 1926 - 11 tháng 3 năm 1928
- Thiếu tá Aritomo Goto: 11 tháng 3 năm 1928 - 11 tháng 7 năm 1928
- Trung tá Tsunemitsu Yoshida: 11 tháng 7 năm 1928 - 1 tháng 11 năm 1928
- Thiếu tá Sueto Hirose: 1 tháng 11 năm 1928 - 30 tháng 11 năm 1929
- Thiếu tá Tsutomu Shibata: 30 tháng 11 năm 1929 - 1 tháng 12 năm 1930 (thăng Trung tá)
- Thiếu tá Hironosuke Ueda: 1 tháng 12 năm 1930 - 20 tháng 5 năm 1933
- Thiếu tá Katsukiyo Shinoda: 20 tháng 5 năm 1933 - 1 tháng 11 năm 1933
- Thiếu tá Ranji Oe: 1 tháng 11 năm 1933 - 22 tháng 10 năm 1934
- Thiếu tá Kan Mori: 22 tháng 10 năm 1934 - 22 tháng 5 năm 1935
- Thiếu tá Toshi Kubota: 23 tháng 5 năm 1935 - 1 tháng 12 năm 1936
- Thiếu tá Magatarou Koga: 1 tháng 12 năm 1936 - 1 tháng 12 năm 1937
- Thiếu tá Masayoshi Yoshida: 1 tháng 12 năm 1937 - 15 tháng 12 năm 1938
- Thiếu tá Shinichi Miyauchi: 15 tháng 12 năm 1938 - 4 tháng 4 năm 1940 (tử trận, được truy thăng Trung tá)
- Thiếu tá Chuzo Ujie: 4 tháng 4 năm 1940 - 15 tháng 11 năm 1940
- Thiếu tá Akifumi Kawahashi: 15 tháng 11 năm 1940 - 15 tháng 4 năm 1942
- Thiếu tá Teizo Tokiwa: 15 tháng 4 năm 1942  - 10 tháng 11 năm 1943
- Thiếu tá Taro Ebihara: 10 tháng 11 năm 1943  - 20 tháng 2 năm 1945